# Đại Cường, Ứng Hòa
Đại Cường là một xã nằm ở phía nam huyện Ứng Hòa, thành phố Hà Nội, Việt Nam.

## Địa lý
Xã Đại Cường cách thị trấn Vân Đình 15 km.
Phía bắc giáp các xã Kim Đường, Trầm Lộng
Phía nam giáp huyện Kim Bảng, tỉnh Hà Nam
Phía tây giáp xã Đại Hùng, huyện Ứng Hòa, thành phố Hà Nội và huyện Kim Bảng, tỉnh Hà Nam
Phía đông giáp xã Đông Lỗ.

## Các thôn
Xã Đại Cường được chia thành 3 thôn (làng): Đông Đình, Giang Triều, Kim Giang.

## Giao thông - Du lịch
Giao thông chính của xã Đại Cường là trục đường xuyên tâm theo hướng Tây Bắc - Đông Nam, bắt đầu từ thôn Giang Triều, đến thôn Kim Giang, và cuối cùng là Đông Đình. Các ngõ xóm nằm vuông góc với trục đường xuyên tâm tạo thành mạng giao thông dạng xương cá.
Ngoài ra còn có đường liên tỉnh nối từ tỉnh lộ 75 sang quốc lộ 38 (60 cũ) chạy qua 2 thôn Kim Giang và Đông Đình. Con đường này mới được huyện cải tạo nâng cấp rải nhựa từ năm 2005. Để đến khu du lịch di tích chùa Hương từ Hà Nội, khách du lịch có thể theo quốc lộ 1 mới tới cầu Giẽ, sau đó rẽ phải vào tỉnh lộ 75, đi được gần 6 km rẽ trái vào đường liên tỉnh, đi hết đường nhựa là ra quốc lộ 38. Sau đó rẽ phải để lên chợ Dầu, rồi Dốc Bồ và rẽ trái để vào chùa Hương.
Ở Đại Cường hiện nay thôn nào cũng có đình và chùa. Đặc biệt Đình Chùa và đền Giang Triều được cấp bằng di tích lịch sử quốc gia.

## Kinh tế
Kinh tế của Đại Cường chủ yếu vẫn là nông nghiệp, chiếm 85%. Tiếp theo là dịch vụ khoảng 10% và thủ công nghiệp chiếm khoảng 4%. Phần còn lại là các ngành khác như công nghiệp, sản xuất vật liệu xây dựng,...
Hiện nay cơ sở hạ tầng của xã chưa được hoàn thiện mặc dù đã có những chủ trương và chính sách mới do Thành phố chỉ đạo xuống Huyện và Huyện trực tiếp giao cho xã để triển khai.Nhưng đến nay những dự án của xã vẫn thực hiện rất chậm.
Cụ thể như: Việc bê tông hóa cho những con đường trục chính đi ra cánh đồng đằng sau của thôn kim giang chưa thấy triển khai và những con đường này hiện giờ đang bị xuống cấp nghiêm trọng hai bên lề đường đang bị sạt lở rất nhiều mà chưa thấy khắc phục sửa chữa.

## Thời tiết - Khí hậu
Thời tiết, khí hậu theo đặc trưng khí hậu thời tiết của vùng Đồng bằng Bắc Bộ.

## Trường học
Xã Đại Cường, giống hầu hết các xã trong huyện, có hệ thống trường lớp đầy đủ và khang trang.
- Trường mẫu giáo tại thôn Kim Giang
- Trường Tiểu học Đại Cường
- Trường Trung học cơ sở Đại Cường
- Trường Trung học phổ thông Đại Cường (trường chuẩn quốc gia).